# Francisco Fernández (piłkarz)
Francisco Fernández (ur. 19 sierpnia 1975) – chilijski piłkarz, reprezentant kraju.

## Kariera reprezentacyjna
W reprezentacji Chile zadebiutował w 2000. W sumie w reprezentacji wystąpił w 2 spotkaniach.

## Statystyki
| Reprezentacja Chile | Reprezentacja Chile | Reprezentacja Chile |
| Rok                 | Mecze               | Gole                |
| ------------------- | ------------------- | ------------------- |
| 2000                | 2                   | 0                   |
| Razem               | 2                   | 0                   |